# سانت‌آناتولیا دی نارکو
سانت‌آناتولیا دی نارکو (به ایتالیایی: Sant'Anatolia di Narco) یک کومونه در ایتالیا است که در استان پروجا واقع شده‌است. سانت‌آناتولیا دی نارکو ۴۷٫۲ کیلومتر مربع مساحت و ۵۹۳ نفر جمعیت دارد و ۳۲۸ متر بالاتر از سطح دریا واقع شده‌است.